# Kujbyszewiacy
Kujbyszewiacy – potoczna nazwa stosowana wobec absolwentów Szkoły Specjalnej (zwanej też „Szkołą Polityczną”) NKWD w Kujbyszewie 1944–45, z której wywodziła się znaczna część kadr dla aparatu bezpieczeństwa publicznego w PRL.
Po paktach Ribbentrop-Mołotow z 23 sierpnia 1939 i Ribbentrop-Stalin z 28 września 1939 oraz podziale terytorium II Rzeczypospolitej między III Rzeszę a ZSRR, NKWD przystąpiło do formowania własnych kadr z byłych obywateli polskich dla przyszłego komunistycznego aparatu bezpieczeństwa. We wrześniu 1940 w Smoleńsku zorganizowany został ok. 200-osobowy batalion NKWD (tzw. „Aleksandrowskaja Szkoła”), w którego skład wchodzili wyselekcjonowani Polacy, Żydzi, Ukraińcy i Białorusini, przewidziani jako „reprezentanci” ziem wcielonych do ZSRR. Przeszkolenie wojskowe, wywiadowcze i polityczne odbywało się pod kierunkiem oficerów NKWD, dowodzonych przez ppłk. Strielcowa.
Kurs zakończył się w marcu 1941; część absolwentów otrzymała wówczas pierwsze zadania „operacyjne”, inni – uznani za najzdolniejszych – zostali skierowani na dalsze szkolenie polityczne i operacyjne w Gorkim pod kierunkiem płk. NKWD Żurawlewa. Absolwentami obu tych kursów byli m.in. późniejsi prominentni funkcjonariusze aparatu bezpieczeństwa w PRL, m.in. Aleksander Kokoszyn (szef Informacji Wojskowej LWP), Władysław Spychaj vel Sobczyński (m.in. szef WUBP w Rzeszowie i Kielcach, dyrektor Biura Paszportów Zagranicznych MBP), Mikołaj Demko vel Mieczysław Moczar (wiceminister bezpieki, minister spraw wewnętrznych), Konrad Świetlik (dowódca Korpusu Bezpieczeństwa Wewnętrznego, wiceminister bezpieki), Józef Czaplicki (m.in. dyrektor Departamentu MBP).
Niezależnie od zadań długofalowych – tzn. tworzenia w przyszłości zalążków władzy sowieckiej na ziemiach polskich, absolwenci tych kursów otrzymywali doraźne zadania wywiadowcze i dywersyjne; w tym celu byli przerzucani na terytoria Polski okupowane przez III Rzeszę (jeszcze przed wybuchem wojny niemiecko-sowieckiej 22 czerwca 1941), biorąc udział w rozpracowywaniu struktur Polskiego Państwa Podziemnego i polskich organizacji niepodległościowych wchodzących w jego skład – głównie Związku Walki Zbrojnej.
W latach 1942–1943 NKWD organizował kursy pod Moskwą dla doraźnie formułowanych grup sabotażowo-dywersyjnych związanych z bieżącymi zadaniami na zapleczu frontu; dobór kursantów wskazuje, że także kierowano się kryteriami narodowościowymi, wykorzystując antagonizmy na tle narodowościowym; w grupie „polskiej” znaleźli się m.in. Jan Frey-Bielecki (później m.in. szef WUBP w Warszawie i Krakowie) oraz Stefan Antosiewicz (m.in. wicedyrektor Departamentu Kadr MBP).
18 października 1943 z inicjatywy Stanisława Radkiewicza (późniejszego szefa MBP) został powołany Samodzielny Batalion Szturmowy (SBS), przekształcony wkrótce w Polski Samodzielny Batalion Specjalny (PSBS); kierowali nim oficerowie NKWD i NKGB; szkolono w nim do przyszłych zadań w aparacie bezpieczeństwa starannie dobranych żołnierzy; spośród nich oraz innych wyselekcjonowanych (według bardzo ostrych kryteriów m.in. lojalności wobec ZSRR) osób z różnych jednostek 1 Dywizji Piechoty im. Tadeusza Kościuszki i Armii Czerwonej wywodzili się kandydaci do następnego etapu szkolenia, które rozpoczęło się 12–15 kwietnia 1944 w Kujbyszewie w Obwodowym Zarządzie NKWD w specjalnym ośrodku noszącym formalną nazwę: Szkoła Oficerska nr 366.
Już pierwszych dniach pobytu zgromadzeni tam kandydaci byli poddani dalszym, bardzo szczegółowym badaniom kontrwywiadowczym i politycznym ze strony NKWD; z początkowego stanu 270 osób wyselekcjonowano 217 kursantów; komendantem szkoły i kursu „polskiego” był płk Dragunow (oficer śledczy NKWD), jego zastępcą ds. szkolenia – płk Somow; kurs został podzielony na 2 kompanie (5 plutonów) i pluton oficerski; jedynym wykładowcą znającym język polski był ppor. Ajzen Lajb Wolf (vel Leon Ajzen, później Andrzejewski, dyrektor Departamentu MBP), zastępca komendanta szkoły ds. polityczno-wychowawczych.
Celem kursu było przygotowanie kandydatów do przyszłego komunistycznego aparatu terroru w zakresie pracy śledczej i operacyjnej; program nauczania składał się z „przedmiotów ogólnych” (m.in. historia WKP(b), historia polskiego ruchu robotniczego i literatura „radziecka”), „tematyki wojskowej” (musztra, nauka o broni, topografia) i „tematyki zawodowej” (formy i metody pracy wywiadu i kontrwywiadu, techniki operacyjne i śledcze, podstawy kryminalistyki).
31 lipca 1944 absolwenci kursu uzyskali zaświadczenia („charakterystyki”) o przydatności do określonego rodzaju „pracy”: operacyjnej (wywiadowczej i kontrwywiadowczej), agenturalnej lub śledczej; następnie skierowano ich do Lublina do dyspozycji płk. Stanisława Radkiewicza – wówczas kierownika resortu bezpieczeństwa publicznego PKWN. Obejmowali najważniejsze funkcje w centrali resortu oraz tworzonych jednostkach terenowych (powiatowych i wojewódzkich UBP).
Dotkliwe braki kadrowe organów bezpieki spowodowały, że już w październiku 1944 rozpoczął się w Kujbyszewie następny kurs, na który skierowano kolejnych 218 kandydatów; trwał on do marca 1945; jego absolwenci także zasilili szeregi centrali MBP i jego jednostek terenowych; wkrótce, przy wydatnym udziale absolwentów kursów kujbyszewskich, zostały założone 3 szkoły oficerskie na potrzeby MBP: Szkoła Oficerów bezpieczeństwa, Szkoła Oficerów Polityczno-Wychowawczych, Centralna Szkoła Oficerów Liniowych.
Kujbyszewiacy (obok absolwentów innych kursów NKWD) do lat 60. odgrywali decydującą rolę w resorcie bezpieczeństwa; niektórzy z nich pełnili czynną służbę w resorcie jeszcze w epoce Edwarda Gierka.
W grupie „kujbyszewiaków” znaleźli się m.in.:
- Faustyn Grzybowski,
- Henryk Palka,
- Władysław Szysz,
- Włodzimierz Zwierchanowski,
- Longin Kołarz,
- Antoni Bielawski,
- Wiktor Głuski,
- Wincenty Podłubny,
- Antoni Kulbanowski,
- Ludwik Bojanowski,
- Mikołaj Lachowski,
- Antoni Pańkowski,
- Julian Wojtusik,
- Bernard Borys Schildhaus (vel Bolesław Krzywiński),
- Jan Ragiel,
- Roman Białek,
- Marceli Srokowski,
- Antoni Zarembiuk.